# Проспект Марина Држича
проспект Марина Држича (хорв. Avenija Marina Držića) — проспект у центрально-східній частині столиці Хорватії Загреба, важлива міська транспортна артерія в напрямку з півночі на південь. Проходить через міський район Трнє, частково служачи межею між Трнє і Пещеницею-Житняком.
Названий на честь відомого хорватського поета XVI століття Марина Држича.
Починається від площі Петара Крешимира IV, простягаючись на південь від Шубичевої вулиці. Перетинається з вулицею князя Бранимира, вулицею міста Вуковара, Славонським проспектом (комбінована розв'язка), вулицею Мілки Трніни. Закінчується біля річки Сава, переходячи у Міст юності. До проспекту прилучаються вулиці Радничка і Рапська. Вздовж усього проспекту по середині пролягають колії загребської трамвайної системи. На проспекті розташовано головний загребський автовокзал.